# 2004 год в музыке

## События
- Распалась группа Bathory.
- Создана британская рок группа Bring Me The Horizon
- Появилась российская хип-хоп группа Centr.
- Создана российская хип-хоп группа «Триагрутрика»
- Создана российская хип-хоп группа «Рыночные отношения».
- Создана украинская групаа «Бумбокс»
- Дебютный альбом группы Уматурман расходится тиражом более 1 000 000 экземпляров.
- Сергей Маврин покинул группу «Кипелов» и сосредоточился на сольном проекте. Виктор Смольский из группы Rage занимает его место.
- Выходит дебютный альбом Джеймса Бланта.
- Распалась группа A-Teens.
- Распалась группа No Doubt, её солистка Гвен Стефани начала сольную карьеру.
- Из группы «Океан Эльзы» официально уходят бас-гитарист Юрий Хусточка и клавишник Дмитрий Шуров.
- Создан вокально-инструментальный проект «ИОРДАН» (4 июня).
- Пауэр-метал группа Эпидемия (группа) выпустила альбом с первой в России Метал-оперой — Эльфийская Рукопись, в записи которой приняли участие вокалисты известных метал-групп.
- Появилась российская хип-хоп группа D.L.S..
- Впервые в истории ОИ, Летние Олимпийские игры в Афинах открывал электронный музыкант и диджей — Tiesto. Вскоре после олимпиады музыка из этого выступления была издана альбомом Parade of the Athletes.
- Официально оформился британско-немецкий синтипоп-дуэт Onetwo.
- Основана белорусская синтипоп-группа Merry Poppins.
- Группа «Тату» рассталась со своим продюсером.
- Распалась «Рок-группа».

## Продажи
Самые продавамые синглы 2004 года в мире (по данным MediaTraffic).
| №  | Исполнитель                   | Сингл              | Кол-во проданных копий |
| -- | ----------------------------- | ------------------ | ---------------------- |
| 1  | Maroon 5                      | This Love          | 7.791.000              |
| 2  | Ашер Реймонд                  | Yeah               | 6.257.000              |
| 3  | Outkast                       | Hey Ya!            | 6.167.000              |
| 4  | Hoobastank                    | The Reason         | 6.044.000              |
| 5  | Бритни Спирс                  | Toxic              | 5.355.000              |
| 6  | Марио Уинанс, Эния и P. Diddy | I Don’t Wanna Know | 4.850.000              |
| 7  | No Doubt                      | It’s My Life       | 4.827.000              |
| 8  | Black Eyed Peas               | Shut Up            | 4.642.000              |
| 9  | Evanescence                   | My Immortal        | 4.635.000              |
| 10 | t.A.T.u.                      | How Soon Is Now?   | 4.631.000              |

Самые продавамые альбомы 2004 года в мире (по данным MediaTraffic).
| №  | Исполнитель     | Альбом                          | Кол-во проданных копий |
| -- | --------------- | ------------------------------- | ---------------------- |
| 1  | Ашер Реймонд    | Confessions                     | 11.867.000             |
| 2  | Нора Джонс      | Feels Like Home                 | 9.020.000              |
| 3  | Аврил Лавин     | Under My Skin                   | 6.390.000              |
| 4  | Эминем          | Encore                          | 6.013.000              |
| 5  | Maroon 5        | Songs About Jane                | 5.795.000              |
| 6  | Evanescence     | Fallen                          | 5.531.000              |
| 7  | Black Eyed Peas | Elephunk                        | 5.294.000              |
| 8  | U2              | How To Dismantle An Atomic Bomb | 5.289.000              |
| 9  | Guns N'Roses    | Greatest Hits                   | 4.661.000              |
| 10 | Анастэйша       | Anastacia                       | 4.442.000              |

- Самый продаваемый сингл в США (Billboard Hot 100) — «Yeah!» (Ашер)
- Самый продаваемый альбом в США (Billboard 200) — «Confessions» (Ашер), второе место — «Speakerboxx» (Outkast), третье место — «Closer» (Джош Гробан)
- Самый продаваемый сингл в Великобритании — «Do They Know It’s Christmas?» (благотворительный проект Боно)
- Самый продаваемый альбом в Великобритании — «Scissor Sisters» (Scissor Sisters)

## Награды
- «Грэмми» за альбом года — Рэй Чарльз и др. за «Genius Loves Company»
- «Грэмми» за лучший рок-альбом — One by One (Foo Fighters)
- «Грэмми» за запись года — Рэй Чарльз и Нора Джонс за «Here We Go Again»
- «Грэмми» за песню года — «Daughters» (автор и исполнитель — Джон Мейер)
- «Грэмми» за лучшую танцевальную композицию — Toxic (Бритни Спирс)
- Brit Awards за лучшие британские записи: сингл — «Your Game» (Уилл Янг), альбом — «Hopes and Fears» (Keane)

### Зал славы рок-н-ролла
Исполнители:
- The Dells (Чак Барксдэйл, Марвин Джуниор, Джонни Картер[англ.], Майкл Макгилл, Джонни Фанчес и Верн Эллисон)[2]
- Traffic (Крис Вуд, Джим Капальди, Дэйв Мэйсон и Стив Уинвуд)[3]
- ZZ Top (Фрэнк Бирд, Билли Гиббонс и Дасти Хилл)[4]
- Джексон Браун[5]
- Принс[6]
- Боб Сигер[7]
- Джордж Харрисон[8]

Награда за жизненные достижения:
- Дженн Уэннер[9]

### Зал славы авторов песен
- Эл Грин[10]
- Дон Маклин[11]
- Джон Оутс[12]
- Барретт Стронг[13]
- Норман Уитфилд[англ.][14]
- Чарльз Фокс[15]
- Дэрил Холл[16]

Награда Джонни Мерсера:
- Стиви Уандер[17]

Награда Эйба Олмена издателю:
- Лес Байдер[18]

Награда Сэмми Кана за жизненные достижения:
- Нил Седака[19]

Награда покровителю искусств:
- Майкл Голдстейн[20]

Награда за выдающуюся песню:
- What the World Needs Now Is Love[21]

Награда Хэла Дэвида «Звёздный свет»:
- Роб Томас[22]

### Зал славы кантри
- Крис Кристофферсон[23]
- Джим Фоглсонг[англ.][24]

## Выпущенные альбомы
См. также: Альбомы, выпущенные в 2004 году

### Январь
- Подарок (Rolex-X/Принцип, 1 января)

- Legion of Boom (The Crystal Method, CD, V2, 13 января)
- Рок-планета! (Элизиум, MC, АиБ Records, 20 января)
- Talkie Walkie (Air, 27 января)
- Join the Dots: B-Sides & Rarities 1978—2001 (The Cure, компиляция, 27 января)
- Стереолюбовь (Animal ДжаZ, 31 января)

### Февраль
- Tempo of the Damned (Exodus, 2 февраля)
- Пока никто не умер (Ю.Г., CD, 5 февраля)
- Wahrheit oder Pflicht (Oomph!, 8 февраля)
- Feels Like Home (Нора Джонс, LP, 10 февраля)
- America’s Sweetheart (Кортни Лав, LP, 10 февраля)
- Body Language (Кайли Миноуг, LP, 10 февраля)
- Эльфийская рукопись (Эпидемия, LP, 13 февраля)
- Ребята нашего полка (Любэ, 20 февраля)
- Shadows Collide With People (Джон Фрушанте, LP, 24 февраля)
- Detsl aka Le Truk (Децл, CD, Universal Music Russia, 29 февраля)
- Районы-кварталы (Звери)
- The Platinum Collection (Мина)

### Март
- Вавилон (Кипелов, CD, Moroz Records, 1 марта)

- Let’s Rock! (Кирпичи, CD, Gala Records, 18 марта)
- Patience (Джордж Майкл, CD, 18 марта)
- Кара-Тэ (Смоки Мо, CD, Respect Production, 19 марта)
- Madvillainy (Madvillain, 23 марта)
- Peace, Love, Death Metal (Eagles of Death Metal, 23 марта)
- Me and Mr. Johnson (Эрик Клэптон, 23 марта)
- Invisible Circles (After Forever, 25 марта)
- To the Rescue (Horsepower Productions, 29 марта)
- Honkin' on Bobo (Aerosmith, 30 марта)
- Prophecy (Soulfly, CD, Roadrunner Records, 30 марта)
- Лаванда, Хуторянка, далее везде… (София Ротару)
- Ночной звонок (Валерий Леонтьев)
- Stop! Stop! Stop! (ВИА Гра)
- Знай (Наталия Власова)

### Апрель
- Час времени (Торба-на-Круче, CD, Никитин, 5 апреля)
- Девочка (Юта, CD, Никитин, 5 апреля)
- It's All Around You (Tortoise, CD, Thrill Jockey, 6 апреля)
- Hellfire Club (Edguy, LP, Nuclear Blast, 6 апреля)
- Chimera (Mayhem, CD, Season of Mist, 6 апреля)
- Поднебесная № 1 (сборник, CD, Монолит, 9 апреля)
- Desensitized (Drowning Pool, CD, Wind-up, 20 апреля)
- Treddin' on Thin Ice (Wiley, CD, XL Recordings, 26 апреля)
- Trampin’ (Патти Смит, CD, Columbia, 27 апреля)

### Май
- Hopes and Fears (Keane, 10 мая)
- Under My Skin (Аврил Лавин, 12 мая)
- Ravenheart (Xandria, 24 мая)
- California (Wilson Phillips, 25 мая)
- Vol. 3: The Subliminal Verses (Slipknot, 25 мая)
- Lovelorn (Leaves’ Eyes, 26 мая)
- The Platinum Collection (Фил Коллинз, 31 мая)

### Июнь
- Just Be (Tiësto, 1 июня)
- The Silence in Black and White (Hawthorne Heights, 1 июня)
- Pleasureman (Günther, 2 июня)
- DiscO-Zone (O-Zone, 6 июня)
- Power of Blues (Гэри Мур, 7 июня)
- Once (Nightwish, 7 июня)
- Hot Fuss (The Killers, 7 июня)
- Grime (Mark One/Plasticman/Slaughter Mob, 7 июня)
- Three Cheers for Sweet Revenge (My Chemical Romance, 8 июня)
- To the 5 Boroughs (Beastie Boys, 15 июня)
- Inferno (Motörhead, 22 июня)
- Unbreakable (Scorpions, 22 июня)

### Июль
- Психохирурги (2H Company, 16 июля)
- Autobiography (Эшли Симпсон, 20 июля)

### Август
- An Elixir for Existence (Sirenia, 3 августа)
- M.I.A.M.I. (Pitbull, 3 августа)
- Always Outnumbered, Never Outgunned (The Prodigy, 11 августа)
- Час таинства (Сейф, 30 августа)

### Сентябрь
- Jane Air (Jane Air, 2 сентября)
- Parade of the Athletes (Tiësto, 7 сентября)
- Короли андеграунда (D.O.B., 7 сентября)
- Феникс (Елена Никитаева, Никитин, 9 сентября)
- IM the Supervisor (Infected Mushroom, CD, YoYo Records, 10 сентября)
- Долгая счастливая жизнь (Гражданская оборона, 10 сентября)
- The System Has Failed (Megadeth, 14 сентября)
- Hilary Duff (Хилари Дафф, 15 сентября)
- One Way (Mark One, 20 сентября)
- Your Whole Life Is Leading Up to This (Vacuum, 20 сентября)
- Noise from the Basement (Скай Суитнем, 21 сентября)
- Be Here в США (Keith Urban, 21 сентября)
- American Idiot (Green Day, 21 сентября)
- В городе N (Уматурман, 23 сентября)
- Психея (Психея, 23 сентября)
- Goodies (Сиара, 24 сентября)
- Reise, Reise (Rammstein, 27 сентября)
- Symphony of Enchanted Lands II: The Dark Secret (Rhapsody, 27 сентября)

### Октябрь
- Dark Clouds in a Perfect Sky (Elis, 4 октября)
- Mind the Gap (Scooter, 4 октября)
- Around the Sun (R.E.M., 4 октября)
- Evermind (Amethystium, 5 октября)
- Live at Budokan (Dream Theater, 5 октября)
- Живой и невредимый (НАИВ, 10 октября)
- Back to Bedlam (Джеймс Блант, 11 октября)
- Miracle (Celine Dion & Anne Geddes, 11 октября)
- Chuck (Sum 41, 12 октября)
- Fables & Dreams (Lunatica, 18 октября)
- Триллер. Часть 1 (Агата Кристи, 20 октября)
- SMS (Ночные снайперы, 21 октября)
- Shine (Edenbridge ,25 октября)
- Grime 2 (Kode9/Loefah/Digital Mystikz, 25 октября)

### Ноябрь
- Acoustic (Джон Леннон, 1 ноября)
- Неизбежность (Amatory, 6 ноября)
- Allow Us to Be Frank (Westlife, 8 ноября)
- Greatest Hits: My Prerogative (Бритни Спирс, 8 ноября)
- C’è sempre un motivo (Адриано Челентано, 12 ноября)
- Бунт на корабле (Король и Шут, 13 ноября)
- The Silent Force (Within Temptation, 15 ноября)
- Жестокий романс (Иван Кучин, 16 ноября)
- Encore (Eminem, 16 ноября)
- MM..Food (MF Doom, 16 ноября)
- Реверсивная хроника событий (Сплин, CD, Мистерия звука, 17 ноября)
- Love. Angel. Music. Baby. (Гвен Стефани, CD, Interscope Records, 23 ноября)
- How to Dismantle an Atomic Bomb (U2, CD, Interscope Records, 23 ноября)
- Be Here в Австралии (Keith Urban, 30 ноября)
- Breakaway (Kelly Clarkson, 30 ноября)

### Декабрь
- Episode — (Гор Мхитарян, 14 декабря)
- Стихия огня — (Легион, CD, CD-Maximum, 17 декабря)
- Новые люди — (Банда, CD, Лига-Сервис, 23 декабря)

### Неизвестные даты
- No Doubt — Everything in Time: B-sides, Remixes, Rarities
- Evil Nine — You Can Be Special Too
- EX Сектор Газа — Огненный рай
- Монгол Шуудан — Сплошь и рядом
- Олег Чубыкин — Люди в мягких обложках
- Океан Ельзи — Дякую!
- Flëur — Сияние
- София Ротару — Течёт вода
- Алексей Глызин — Летит душа
- Алексей Глызин — Легендарные песни
- TV-resistori — Intiaanidisko
- Ю-Питер — Биографика
- Юта — Remixed
- Юта — Любовное настроение
- Маша Распутина — Любовное настроение

- Натали — Всё, что мне надо
- 7Б — Инопланетен

## Музыкальные видеофильмы
- 11000 Clicks (Moloko)

## Родились
- 21 марта — Toxi$ — российский рэпер.
- 29 июля — Иван Золо — российский тиктокер, стример, музыкант и интернет-мем.

## Скончались
- 21 февраля — Барт Ховард (род. 1 июня 1915).
- 13 марта — Устад Вилайят Хан, индийский музыкант, ситарист (родился 28 августа 1928).
- 1 апреля — Пол Аткинсон[англ.] (58) — британский музыкант, основатель и гитарист группы The Zombies.
- 6 апреля — Ники Салливан[англ.] (66) — американский музыкант, гитарист группы The Crickets.
- 17 мая — Гуннар Грапс (52) — эстонский музыкант, барабанщик группы Магнетик Бэнд.
- 7 июня — Куортон Сет, лидер Bathory.
- 10 июня — Рэй Чарльз (73) — американский певец, пианист и композитор.
- 6 августа — Рик Джеймс (родился 1 февраля 1948).
- 26 августа — Лаура Браниган (род. 3 июля 1952).
- 15 сентября — Джонни Рамон (55) — американский музыкант, основатель и гитарист группы Ramones.
- 1 октября — Брюс Палмер[англ.] (58) — канадский музыкант, басист группы Buffalo Springfield.
- 13 ноября
  - Джон Бэланс (Coil).
  - Рассел Тайрон Джонс Ol’ Dirty Bastard, член группы Wu-Tang Clan (род. 15 ноября 1968).
- 30 ноября — Алексей Хвостенко.
- 8 декабря — Даймбэг Даррелл (Pantera).